# Trận Otumba
Trận Otumba là một trận đánh giữa lực lượng quân Mexica-Aztec và các đồng minh do cihuacóatl Matlatzincátzin chỉ huy và lực lượng Tây Ban Nha-Tlaxcala do Hernan Cortes chỉ huy, diễn ra vào ngày 7 tháng 7 năm 1520 ở Temalcatitlán (một đồng bằng gần thị trấn Otumba) trong cuộc chinh phạt Mexico. Nhờ chiến thắng quyết định ở Otumba, Cortés sống sót chạy về lãnh thổ Tlaxcala và tổ chức lại quân đội của ông đã bị suy kiệt vì cuộc truy đuổi La Noche Triste trước đó. Một năm sau, với binh lực đã được hồi phục và các thỏa hiệp với những kình địch của người Aztec, Cortés quay trở lại và chinh phục thành công Mexico-Tenochtitlan.

## Tương quan lực lượng
Tất cả các sử liệu, kể cả nguồn từ người bản địa, đều đồng ý rằng có rất nhiều lính Mexica tấn công họ ở vùng lân cận Otumba. Nhưng không một biên niên sử nào được viết bởi Hernán Cortés, Bernal Díaz del Castillo, Francisco de Aguilar, Bernardino Vázquez de Tapia hoặc lời thuật nào từ các nhân chứng của Bernardino de Sahagún  đề cập chi tiết quân số có mặt ở trận chiến.
Các sử gia Tây Ban Nha như Francisco López de Gómara, Francisco Cervantes de Salazar, Antonio de Solís y Rivadeneyra và Tân Tây Ban Nha Fernando de Alva Ixtlilxóchitl, đều khẳng định trong các tác phẩm của họ rằng 200.000 quân Mexica và đồng minh có mặt ở Otumba và áp đảo hoàn toàn quân số Tây Ban Nha. Tuy vậy, quân Tây Ban Nha với sự trợ giúp của quân Tlaxcala đã giết được tổng cộng khoảng 20.000 binh sĩ Aztec. Vào giữa thế kỷ XIX, nhà sử học người Mỹ William H. Prescott ghi nhận những con số tương tự đề cập đến các tác phẩm của các nhà sử học Tây Ban Nha.
Ngược lại, vào cuối thế kỷ XIX, các nhà sử học Mexico Manuel Orozco y Berra và Alfredo Chavero coi những con số này quá phóng đại và vô lý, cũng như sử gia Tây Ban Nha Manuel Serrano y Sanz.
Vào cuối thế kỷ XX, giới sử Mexico như Carlos Pereyra, José Luis Martínez và sử gia người Anh Hugh Thomas chỉ mô tả quân số của người Mexica là rất lớn nhưng không đưa ra số liệu chi tiết, dựa trên những sử liệu của các nhà chinh phạt từ thế kỷ XVI.
Theo Pablo Martín Gómez, bàn về quân lực mà người Aztec có thể triệu tập, nói rằng:
Những nhà sử học kính trọng nhất thường nói đến hàng hai chục ngàn binh lính từ Tenochtitlan và tương tự đối với hai thành bang trong liên minh, Tacuba and Texcoco. Tất nhiên là phải kể thêm quân lực từ các thành bang chư hầu (...) Nhưng quân số khổng lồ này chắc chắn chỉ là tính tổng cổng. Thường thì quân lực tham chiến sẽ thấp hơn, đặc biệt là khi hầu hết binh lính cũng là nông dân, những người không thể bỏ bê việc làm nông, và hoàn toàn chỉ trong tình thế cực kỳ cần thiết.

Aztec và đồng minh hoàn toàn có thể kêu gọi 100.000 chiến binh. Với con số này, ta phải tính thêm thương vong từ các trận đánh trước, binh lính đào ngũ, các đạo quân đang bận việc khác (như vây đánh những lính Tây Ban Nha bị bỏ lại ở thủ đô) hoặc quá xa thủ đô để tăng viện. Phải kể thêm là quân Tây Ban Nha rất khó bị giết do vũ khí và áo giáp của họ tân tiến hơn, nên nếu người Aztec muốn tiêu diệt quân Tây Ban Nha, họ sẽ phải cử đi đạo quân lớn nhất của họ để dùng lợi thế quân số đông đảo hơn. Do vậy, cũng khá hợp lý khi cho rằng quân số Aztec ở Otumba là 20.000 chiến binh hoặc hơn.
Tuy có nhiều bất đồng về số thương vong của quân Tây Ban Nha trong sự kiện La Noche Triste, các sử liệu thường cho rằng quân số Tây Ban Nha tại Otumba dao động trong khoảng 340, 440 đến tầm 600 lính. Quân Tlaxcala (đồng minh Tây Ban Nha) trong các sử liệu thường bị nói qua loa hoặc không chi tiết. Theo như Chavero, quân số của Tlaxcala là 3.000 ở Otumba. Tuy vậy, nhiều nhà sử học và người viết biên niên sử khác đưa ra những con số tầm 1000 hoặc thấp hơn. Theo Bernal Díaz del Castillo, khi quân Tây Ban Nha quay trở lại Tenochtitlan (sau cuộc đối đầu giữa Cortes với Navarez), họ bao gồm khoảng 1.300 bộ binh, 97 kỵ binh, 80 lính bắn nỏ, nhiều lính cầm súng hỏa mai, hơn 2.000 chiến binh Tlaxcala và rất nhiều cỗ pháo. Vì vậy tương quan lực lượng hai bên có lẽ là như sau: 20.000 chiến binh Aztec và 600 lính Tây Ban Nha và vài ngàn chiến binh Tlaxcala.

## Diễn biến

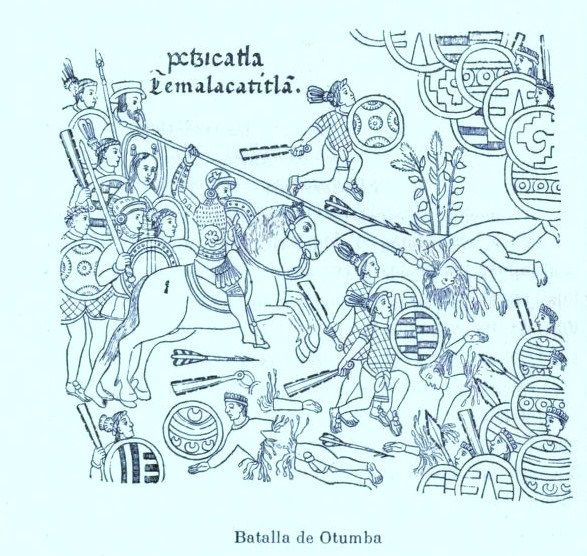
Trận Otumba trong cuốn Lienzo de Tlaxcala (Tlaxcala Sử Lược).

Sau khi sống sót qua nhiều cuộc chạm trán với quân Aztec trên đường tháo chạy về Tlaxcala, vào thứ Bảy, ngày 7 tháng 7 năm 1520, một đạo quân Aztec lớn (bao gồm quân lực Mexica và Tepanec, cùng các đồng minh là Tlalnepantla, Cuautitlán, Tenayuca, Otumba và Cuautlalpan) bắt kịp liên quân Tây Ban Nha-Tlaxcala tại Temalcatitlan, sau khi vượt Otompan. Bị cô lập, quân Tây Ban Nha quyết định đánh tuy không còn pháo binh và đã mất rất nhiều ngựa và súng arquebuses trong cuộc tháo chạy khỏi Mexico-Tenochtitlan.
Theo nhà sử học Hugh Thomas, tlatoani Cuitláhuac đích thân cầm đạo quân truy đuổi quân Tây Ban Nha. Nhưng Alfredo Chavero, dựa theo cuốn bản thảo Chimalpahin, cho rằng Cuitláhuac đã giao phó đạo quân này cho một người anh em giữ chức cihuacóatl là Matlatzincatzin, còn ông ở lại Tenochtitlan để giải quyết các vấn đề nội bộ và nhổ cỏ những đối thủ chính trị Mexica ủng hộ người Tây Ban Nha, trong số đó có Cihuacohuatzin, Cihuapopocatzin, Cipocatli và Tencuecuenotzin, vài người con trai và anh em của Moctezuma Xocoyotzin.
Người Mexica hoàn toàn không có khái niệm gì về chiến thuật kỵ binh của các quân đội châu Âu bấy giờ. Trong chiến tranh, mục đích chủ đạo của quân Mexica không phải là giết chóc (giết chóc vẫn có thể diễn ra) mà là bắt giữ tù binh, hiến tế dâng thần. Vì lẽ này, khi Matlatzincatzin thấy quân số Tây Ban Nha ít ỏi và kiệt quệ, ông không cho quân lính đánh ngay mà ra lệnh lập vòng vây và từ từ triệt tiêu sinh lực của người Tây Ban Nha với ý định bắt giữ những kẻ sống sót làm tù binh. Hernán Cortés nhận ra ý định của người Aztec bèn ra lệnh cho quân Tây Ban Nha dàn trận hình tròn, đặt binh lính cầm giáo ở ngoài cùng.
Lính Tây Ban Nha với áo giáp và khiên tròn rodela giữ vững thế trận, đẩy lùi các cuộc tấn công và ra sức chém giết quân Mexica bằng giáo gươm bằng sắt. María de Estrada, một trong số ít nữ conquistador trong cuộc chinh phạt Mexico, tham chiến với một cây giáo trong tay "cứ như thể cô ấy là người đàn ông dũng cảm nhất thế giới." Người Tây Ban Nha được giúp đỡ bởi trợ quân Tlaxcala. Đạo quân bản địa này được chỉ huy bởi Calmecahua, anh em với Maxixcatzin, lãnh chúa Ocotelulco, và là một trong những thủ lĩnh chính của liên hiệp Tlaxcala.

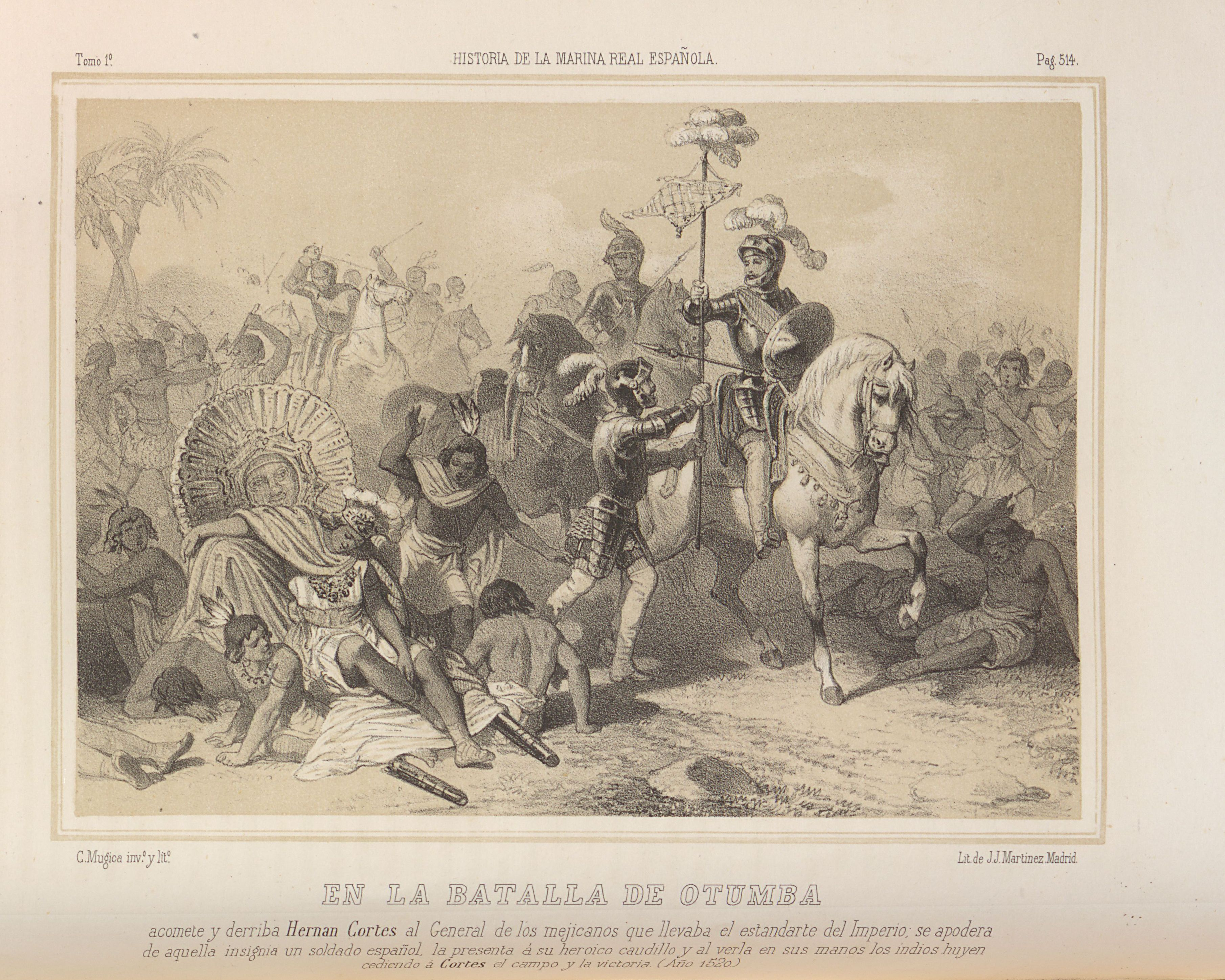
Tranh khắc trận Otumba của Carlos Múgica

Cortés và Calmecahua vạch ra một kế hoạch cho các chỉ huy: giết tướng Matlatzincatzin, cướp cờ trận của ông ta và trận chiến sẽ kết thúc. Cortes đề nghị một cuộc xung kích bằng kỵ binh để phá vây và chạy lên đồi nơi Matlatzincatzin đang đứng. Sau khi phá vây thành công, Diego de Ordás được trao quyền chỉ huy lực lượng bộ binh rồi Cortés cùng với Gonzalo Domínguez, Cristóbal de Olid, Gonzalo de Sandoval và Juan de Salamanca dẫn quân tiến tới chỗ Matlatzincatzin.
Sau khi hô lớn "Santiago!" (theo Díaz del Castillo), kỵ binh Tây Ban Nha xông vào trận địa quân thù. Cortés đánh gục Matlatzincatzin và Salamanca đâm mũi giáo vào người ông ta, cướp được chiếc quetzalāpanecayōtl (mũ đội đầu làm bằng lông vũ của giới quý tộc Aztec) và chiếc tlahuizmatlaxopilli (cờ trận) của người Mexica. Quân Aztec vỡ trận, bắt đầu tháo chạy vô tổ chức và chiến thắng của Tây Ban Nha giờ đã được định đoạt.  Sau chiến thắng này, liên quân Tây Ban Nha-Tlaxcala đã có thể rút lui thành công về lãnh thổ bè bạn Tlaxcala mà không gặp kháng cự. Theo ý kiến của sử gia Manuel Orozco y Berra, quân Mexica phạm phải sai lầm nghiêm trọng khi không tiếp tục truy sát quân Tây Ban Nha, nhưng sau cái chết của tướng quân Aztec thì phương án này có vẻ như không khả thi.
Các conquistador qua đêm ở Apan và tiến vào lãnh thổ Tlaxcala vào ngày 8 tháng 7. Họ được tecuhtli của Xaltelolco tên là Citlalpopoca cung cấp lương thảo và cỏ cho ngựa ăn. Họ tiếp túc tiến tới Hueyotlipan và được đón tiếp bởi Maxixcatzin và Xicotencatl Già. Cortés bị thương ở đầu và hai ngón tay của bàn tay trái sau trận chiến.

## Hậu quả
Vài ngày sau, hoàng đế Cuitláhuac cử 6 sứ giả đến Tlaxcala đề nghị hòa bình với điều kiện giao nộp Cortés và bè lũ Tây Ban Nha. Hội đồng Tlaxcala khước từ lời cầu hòa và lập liên minh chính thức với người Tây Ban Nha để chinh phục Tenochtitlan. Mặc cho sự bất bình của Xicohténcatl Axayacatzin (Xicohténcatl Trẻ), cha ông là Xicohténcatl Già và Maxicatzin ủng hộ liên minh với Cortés, nhưng với các điều khoản hậu chinh phạt như sau: Cholula được tái sáp nhập vào lãnh thổ của Tlaxcala, Tlaxcala được phép xây dựng một thành lũy ở Tenochtitlan, được hưởng một phần chiến lợi phẩm và không phải nộp cống cho những nhà cai trị Tây Ban Nha.51
Ở Tenochtitlan, Cuitláhuac đưa Atlacótzin (cháu trai của Tlacaélel) lên làm tân cihuacóatl và Cuauhtémoc lên làm teotecuhtli (đại tư tế). Liên minh Tam Quốc được tái tổ chức, Tetlepanquetzaltzin nối ngôi dòng Tlacopan và Coanácochtzin nối ngôi dòng Tetzcuco. Vào ngày 7 tháng 9 năm 1520, trong lễ tôn vinh huey tlatoani mới của kinh đô, tù binh Tây Ban Nha và số ngựa sống sót sau sự kiện La Noche Triste bị đem ra hiến tế, đầu của người và ngựa treo quanh Templo Mayor (Đại Điện). Tuy vậy, Cuitláhuac đổ bệnh và qua đời không lâu sau vào tháng 11. Rất có thể vị hoàng đế đã nhiễm phải căn bệnh đậu mùa từ đại dịch đang tàn phá dân cư bản địa châu Mỹ lúc bấy giờ.44
Cortés và binh lính Tây Ban Nha nghỉ ngơi 20 ngày ở Tlaxcala. Sau khi thỏa hiệp xong xuôi với người Tlaxcala, ông ra lệnh cho số pháo và vũ khí còn ở Veracruz được chuyển tới. Các conquistador tiếp tục công cuộc chinh phạt kéo dài 1 năm. Cuối tháng 7 năm 1520, chiến dịch ở vùng Tepeaca bắt đầu. Vào tháng 10, thợ đóng tàu Martín López cho đóng 13 chiến thuyền brigatine ở Tlaxcala, sẽ được hạ thủy ở Hồ Texcoco. Vào tháng 12, các thành bang ven hồ bắt đầu bị đánh chiếm. Giữa tháng 1 và tháng 3 năm 1521, Cortés được tiếp viện lên gấp đôi quân số. Vào ngày 30 tháng 5, sau khi đã cắt đứt kênh nước ngọt Chapultepec, trận vây hãm Tenochtitlan chính thức khơi mào. Cuối cùng, sau 2 tháng chiến đấu ác liệt, hứng chịu nạn đói khát và cơn đại dịch đậu mùa tàn phá thành phố, người Aztec chiêu hàng và hoàng đế cuối cùng, Cuauhtémoc, bị bắt vào ngày 13 tháng 8 năm 1521.52

## Theo bản thảo Ramírez
Theo như sử liệu này, một nhân tố quan trọng trong trận chiến phải kể đến đó là Ixtlilxóchitl II của Texcoco. Quân đội của ông đã làm xao nhãng và cầm chân quân Mexica trong các trận đánh La Noche Triste để người Tây Ban Nha có thể triệt thoái:
Và theo như lời kể của Don Fernando (Ixtlixochitl) về những chuyện đã xảy ra, sau khi đánh một trận lớn với chú của Cuitlahuatzin, người mà đã lên ngôi vua, sau cái chết của Moctezuma, ông [Ixtlixochitl] ra lệnh cho vùng biên giới giúp đỡ Cortés với bất kỳ gì họ muốn, và dù có nhiều lính Mexica tới để lập mối hòa hữu, người của Don Fernando cản họ lại và chống lại họ. Và thế là họ hành quân đến một đồng bằng nằm giữa Otumba và Cempohualan, Don Carlos tới đây theo lệnh của người anh trai cùng với hơn 100,000 chiến binh và nhiều lương thảo cho Cortés, nhưng vì không quen biết, Cortés đề cao cảnh giác, và mặc dù Don Carlos tránh sang một bên và cho họ xem số lương thảo rồi với tới một người chỉ huy cầm cờ, anh ta mới lấy nó

Theo đây, có lẽ quân Tây Ban Nha đã nhầm lẫn quân đồng minh của mình với quân Aztec và thực chất họ không bị áp đảo như thường nghĩ. Điều này cũng giải thích tại sao quân Aztec lại do dự tấn công trực diện quân Tây Ban Nha và để cho tướng lĩnh của họ bị sơ hở cho các đòn xung kích của kỵ binh Tây Ban Nha (quân Aztec phải dàn trận để đề phòng quân tăng viện từ Ixtlixochitl)